# 明星大偵探 節目列表
此為大陸綜藝《明星大偵探》（英語：Who's the Murderer）第1至6季節目列表。
- 明星大偵探 第一季節目列表
- 明星大偵探 第二季節目列表
- 明星大偵探 第三季節目列表
- 明星大偵探 第四季節目列表
- 明星大偵探 第五季節目列表
- 明星大偵探 第六季節目列表

關於後續第七季改名為大偵探之節目列表，詳見大偵探 節目列表